# Comparettia penduliflora
Comparettia penduliflora är en orkidéart som först beskrevs av Karlheinz Senghas och Thiv, och fick sitt nu gällande namn av Mark W. Chase och Norris Hagan Williams. Comparettia penduliflora ingår i släktet Comparettia, och familjen orkidéer.
Artens utbredningsområde är Bolivia. Inga underarter finns listade i Catalogue of Life.